# Rajner Lajos
Rajner Lajos (Visk, 1842. március 4. – Esztergom, 1920. március 27.) teológiai doktor, esztergomi prépost-kanonok és prímási helynök, esztergomi segédpüspök.

## Pályafutása
Gimnáziumi tanulmányait Selmecbányán, a bölcseletet Nagyszombatban végezte; a teológiát három évig mint a Pazmaneum növendéke Bécsben, a negyediket pedig Esztergomban hallgatta.
1866. július 25-én szentelteték pappá. Vadkerten volt káplán, majd Nógrádpatakon volt adminisztrátor. 1869 októberétől nagyszombati gimnáziumi tanár, 1874. július 3-tól érseki levéltárnok és szertartó, később pápai káplán, 1875 februárjában szentszéki jegyző, majd 1880-ban prímási titkár, 1882 novemberében pedig irodaigazgató lett. 1886. szeptember 4-én esztergomi kanonokká, 1888. február 12-én sajószentpéteri címzetes préposttá, 1889. december 20-án honti főesperessé, 1905 augusztusában esztergomi érseki helynökké nevezték ki.

### Püspöki pályafutása
1906. június 14-én esztergomi segédpüspökké és cidyessusi címzetes püspökké nevezték ki. Július 8-án szentelte püspökké Vaszary Kolos esztergomi érsek, Hornig Károly veszprémi püspök és Kohl Medárd esztergomi segédpüspök segédletével.
1916-ban nagyprépost, pápai trónálló. Elnöke volt az új esztergomi rituálé kérdéseinek megoldására szervezett bizottságnak, sikerült megtartatnia több régi magyar rituális különlegességet. 1907-ben az ő kezdeményezésére jött létre a Keresztény Szeretet Országos Gyermekvédő Műve az elhagyott és árva gyermekek gondozására. Alapító tagja volt a Szent István Társulat irodalmi osztályának és 1915-ben a Szent István Akadémia II. osztályának. Vagyonát, valamint érem-, pénz- és könyvgyűjteményét a főszékesegyházra hagyományozta.

## Művei
Újságcikkei közül említendők az Idők tanujában (1868. A ker. királyok koronázásának jelentősége vallási szempontból); az Új Magyar Sionban (1870. Kath. sajtó az egyes államokban, 1871. A transsubstantiatió bölcsészet és természettudományi megvilágítása, 1873. A physico-teleologicus Istenérv mennyiségtani alapokra fektetve, 1875. A hullák elégetéséről, 1877-78. A második és további házasságok és a szentszéki holttá nyilvánítás, 1879. A zsidó vallású ügyvédek ügyviteli képessége a sz. székek előtt, 1880. A párbérről. Az ügyvédi rendtartásról szóló büntető törvénykönyv: 1879: XL. t.-cz. hét szakasza, Az ügyvédi rendtartásról szóló 1874: XXXIV. törvényczikk és szentszékeink, 1886. Adalékok a párbér jogi természetének meghatározásához); a Jézus Szent Szívének Hirnökében (1882. Sordevol grófnő 1782-1824.). Írt még szentbeszédeket a Katholikus Lelkipásztorba, az Isten Igéjébe, könyvismertetéseket, verseket stb. különböző lapokba és folyóiratokba.
Álneve: Sajó (az Új Magyar Sionban) .
További művei:
- Szent beszéd, melyet a garammelléki szentbenedeki apátsági templomnak az esztergomi főkáptalan költségén eszközölt átjavítása és czélszerű helyreállítása után 1889. szept. 29. főm. és főt. Simor János bibornok, esztergomi érsek által történt ünnepélyes felszentelése alkalmával mondott. Esztergom, 1889.
- A kereszt Isten ereje. Nagypénteki szent beszéd, mondotta az esztergomi főszékesegyházban 1890. ápr. 4. Uo. 1890.
- Szent beszéd, melyet Szent István első magyar apostoli király ünnepén 1890. aug. 20. a budavári helyőrségi (ideiglenes plébánia) templomban mondott. Uo. 1890.
- Gedeon harmatos és száraz gyapja. Szent beszéd. Mondotta a bold. Szűz Mária szeplőtelen fogantatása ünnepén 1890. decz. 8. Esztergomban a vizivárosi irgalmasnénék templomában. Uo. 1890.
- Mária magyarok nagyasszonya, szent beszéd, melyet a magyarok nagyasszonya ünnepén, midőn az 1896. okt. 11. első ízben megületnék, az esztergomi főszékesegyházban mondott. Uo. 1896.
- A püspöki székek betöltésének története, különös tekintettel Magyarországra. Első kötet. Egyházi jogfejlődés. Budapest, 1901.[1]
- A rituale-kérdés Magyarországon. Budapest, 1901. (Különnyomat a Religio-Vallásból).[1]
- Szent beszéd, melyet az esztergomi Szent-Anna-templomnak helyreállítása és díszítése után történt egyházi felavatása alkalmával 1901. júl. 26. mondott. Esztergom, 1901.
- Szent beszéd, melyet Szondy György hősi halálának negyedfélszáz éves évfordulója alkalmából, 1902. júl. 6. a b. e. Simor János, bibornok, esztergomi érsek által emelt drégelyi Szondy-kápolnában, mondott, Bpest, 1902.